# Guy Niv

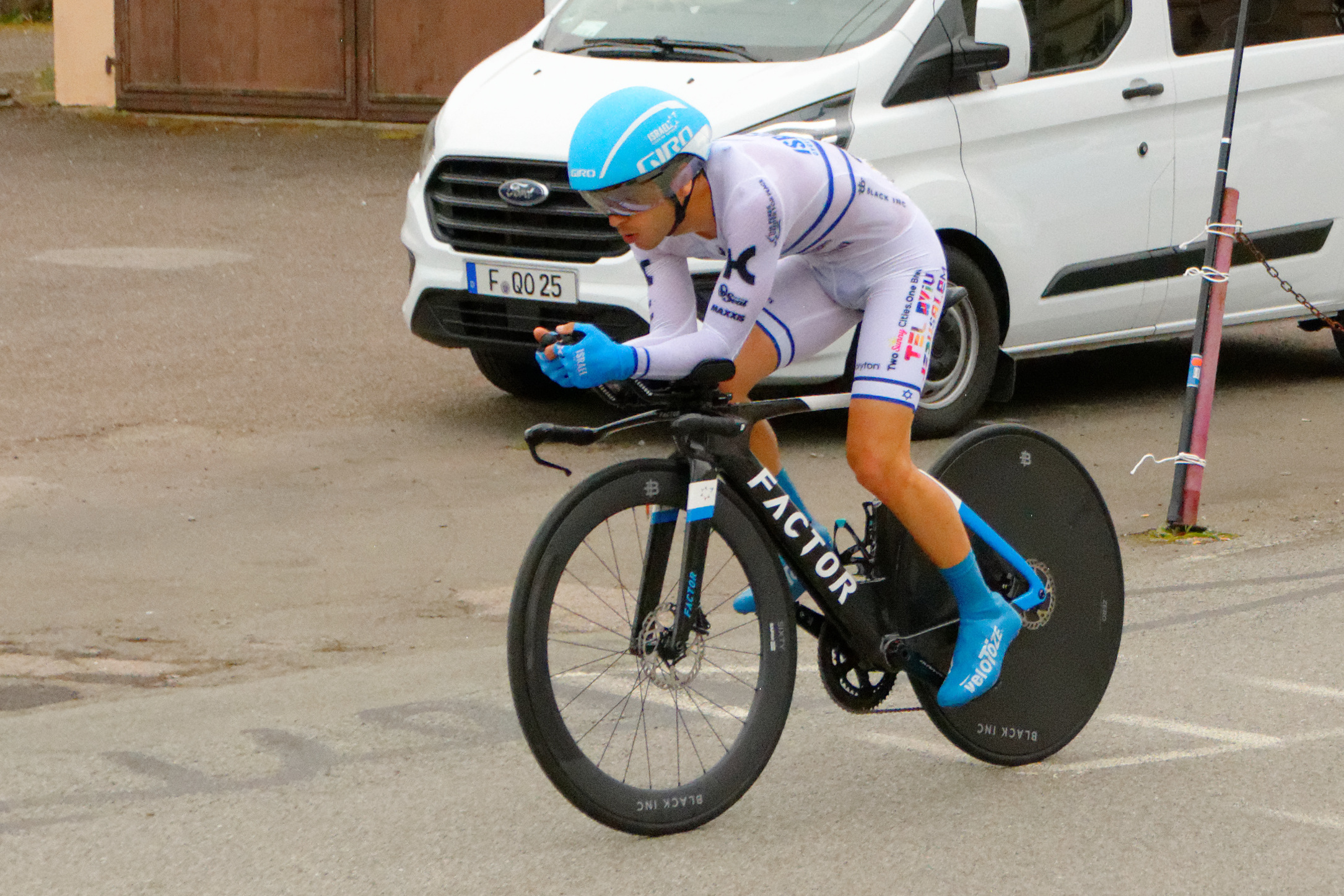
Guy Niv bei der 20. Etappe der Tour de France 2020

Guy Niv (* 8. März 1994 in Misgav) ist ein ehemaliger israelischer Radrennfahrer.

## Sportliche Laufbahn
Niv widmete sich bis 2016 dem Mountainbikerennen. Sein größter Erfolg in dieser Disziplin war der Gewinn der Silbermedaille bei den nationalen Meisterschaften  im Cross Country 2015.
Er schloss sich im Jahr 2017 dem im Straßenradsport tätigen Professional Continental Team Israel Cycling Academy an, für das er beim Giro d’Italia 2018 startete. Er ist mit seinem Teamkollegen Guy Sagiv der erste Israeli, der an einer Grand Tour teilnahm, gab das Rennen aber auf der fünften Etappe krankheitsbedingt auf. Den Giro d’Italia 2019 beendete er als 113. und wurde anschließend israelischer Meister im Einzelzeitfahren.
Niv beendete die Tour de France 2020 als 139. Er war der erste Radsportler seines Landes, der diese Rundfahrt bestritt. Im Jahr 2021 wurde er 74. des Giro d’Italia und 93. der Vuelta a España. Die Tour de France 2022 beendete er als 77.
Im September 2022 erklärte Niv seinen Rücktritt vom aktiven Radsport.

## Erfolge
2012
- Israelische Meisterschaft Cross Country (Junioren)

2014
- Israelische Meisterschaft Cross Country
- Israelische Meisterschaft Eliminator

2015
- Israelische Meisterschaft Cross Country

2019
- Israelischer Meister – Einzelzeitfahren

## Grand-Tour-Platzierungen
| Grand Tour            | 2018 | 2019 | 2020 | 2021 | 2022 |
| --------------------- | ---- | ---- | ---- | ---- | ---- |
| Giro d’ItaliaGiro     | DNF  | 113  | –    | 74   | –    |
| Tour de FranceTour    | –    | –    | 139  | –    | 76   |
| Vuelta a EspañaVuelta | –    | –    | –    | 93   | –    |